# Joseph S. Berliner
Joseph S. Berliner (ur. 1921, zm. 2001) – amerykański ekonomista i sowietolog.

## Życiorys
Doktorat w 1954 na Harvard University. Był wieloletnim współpracownikiem Russian Research Center. Profesor Syracuse University i Brandeis University.

## Publikacje
- Soviet Central Asia: A selected bibliography, Cambridge, Mass. 1948.
- Factory and manager in the USSR, foreword Clyde Kluckhon, Cambridge, Mass.: Harvard Univ. Press 1957.
- The Innovation Decision In Soviet Industry, Cambridge, Mass. 1976.